# Guido Ringel
Guido Ringel (* 10. Dezember 1968 in Berlin) ist ein deutscher Sportreporter.
Ringel arbeitet seit 1993 im öffentlich-rechtlichen Rundfunk. Ein Studium in Publizistik und Geschichte an der FU Berlin schloss er 1996 mit dem Magister Artium ab.
Regelmäßig berichtet er in der ARD-Bundesligakonferenz und von Länderspielen der deutschen Nationalmannschaft sowie von Großereignissen, z. B. den Olympischen Spielen und den Fußball-Weltmeisterschaften. Außerdem ist er als Synchronsprecher und Moderator von Sportereignissen tätig.
2009 kam er auf den dritten Platz des Herbert-Zimmermann-Preises für Hörfunk, den der Verband Deutscher Sportjournalisten verleiht. Der Preis wurde ihm für die in der ARD gesendete Olympia-Reportage Gold im Zweier der Herren verliehen. Bei den Olympischen Sommerspielen 2008 berichtete er auch über Tennis-Wettkämpfe.
2021 erlangte er den ersten Platz des  Herbert-Zimmermann-Preises für Hörfunk in der Kategorie „Live-Reportage“ für das Finale der French Open 2020 in Paris.
Er wohnt und arbeitet hauptsächlich in Berlin.